# Cranves-Sales

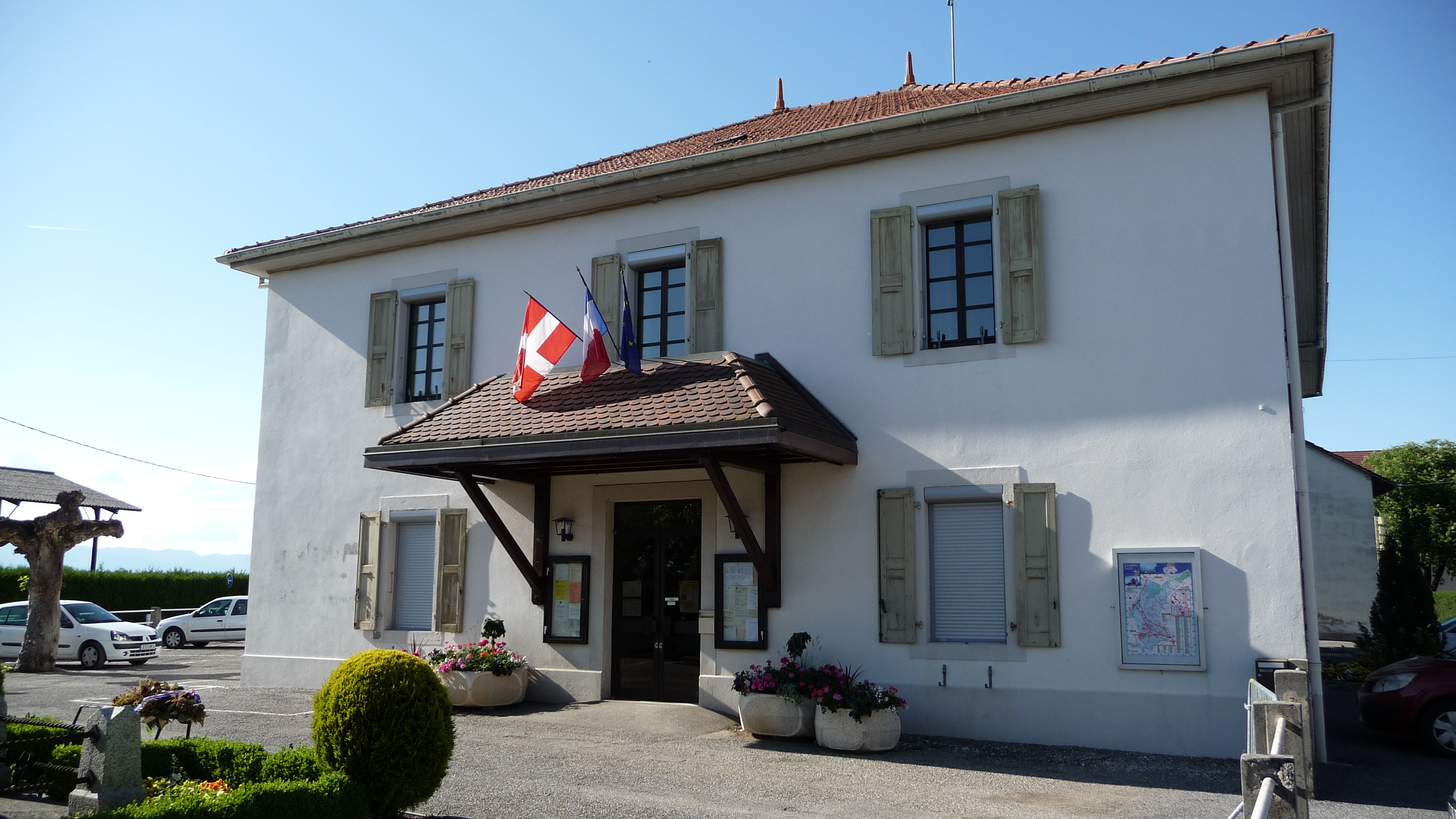
Ratusz (2009)

Cranves-Sales – miejscowość i gmina we Francji, w regionie Owernia-Rodan-Alpy, w departamencie Górna Sabaudia.
Według danych na rok 1990 gminę zamieszkiwało 3931 osób, a gęstość zaludnienia wynosiła 289 osób/km² (wśród 2880 gmin regionu Rodan-Alpy Cranves-Sales plasuje się na 222. miejscu pod względem liczby ludności, natomiast pod względem powierzchni na miejscu 869.).